# Hyponerita incerta
Hyponerita incerta är en fjärilsart som beskrevs av William Schaus 1905. Hyponerita incerta ingår i släktet Hyponerita och familjen björnspinnare. Inga underarter finns listade i Catalogue of Life.